# Amadeo Gabino

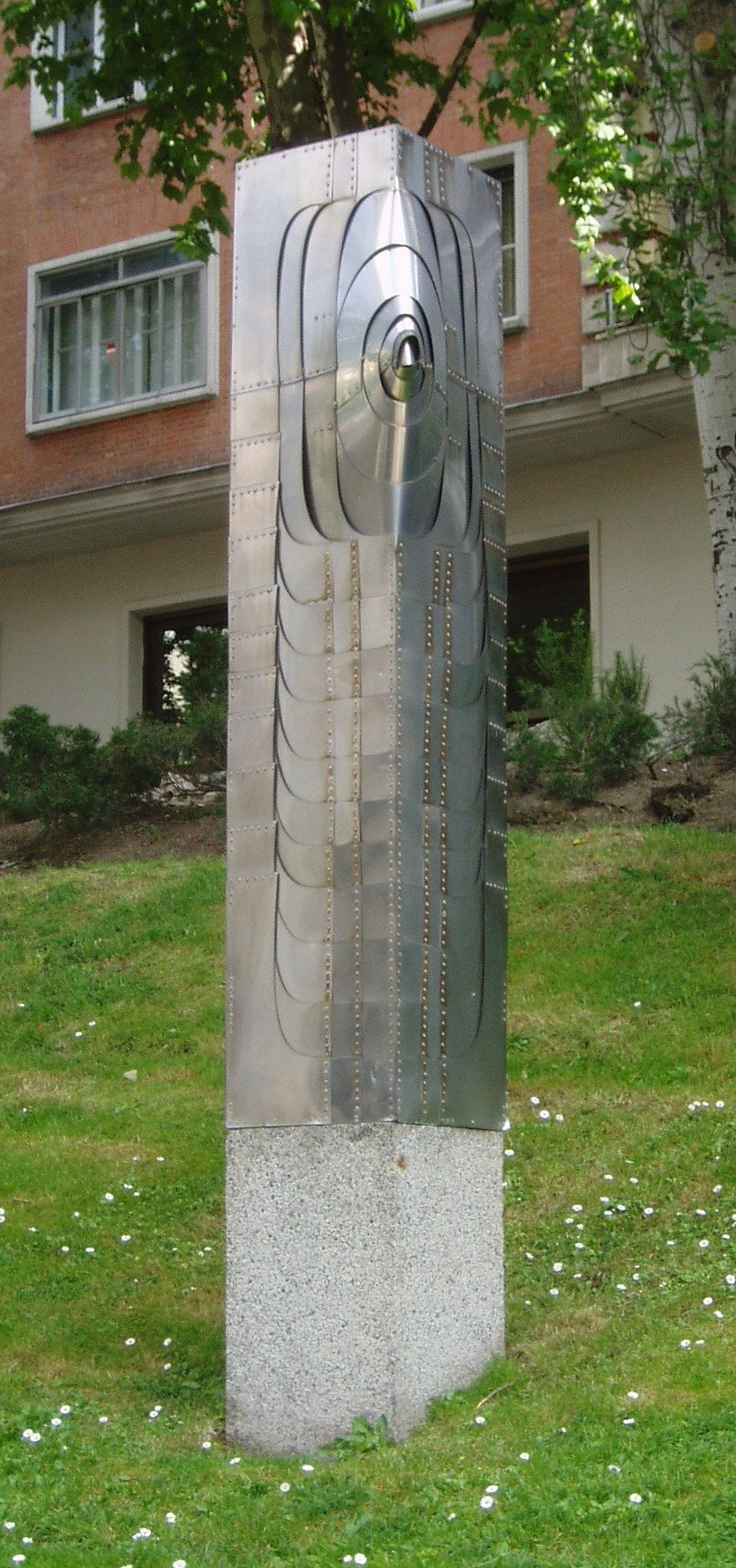
Estela de Venus (1973). Museo Arte Público, Madrid

Amadeo Gabino (* 1922 in Valencia; † 2004 in Madrid) war ein spanischer Bildhauer, Maler und Grafiker.

## Leben und Wirken
Seine ersten bildhauerischen Erfahrungen sammelte Gabino im Atelier seines Vaters, des Bildhauers Alfonso Gabino.
Gabino studierte zwischen 1939 und 1944 zunächst an der Königlichen Akademie der Schönen Künste San Carlos in Valencia.
Stipendien erlaubten ihm Studienaufenthalte in Rom (1949), Paris (1952) und an der Hochschule für bildende Künste Hamburg (1958–1960). Bei einem von der Ford Stiftung geförderten Studienaufenthalt in New York (1961) lernt er Alexander Archipenko, Jacques Lipchitz und Alexander Calder kennen.
Als Vertreter Spaniens nahm er 1956 und 1966 an der Biennale von Venedig teil.

### Preise
Gabino wurden etliche Preise zuteil, darunter:
- Alfons-Roig-Preis für Bildhauerei der Stadt Valencia, 1998
- Internationaler Preis für Skulptur, Schwäbisch Hall, 1983 (nach anderer Quelle 1987[5])
- Grafikpreis, Hispano-Amerikanische Biennale, Mexiko, 1980
- Nationalpreis für Industriedesign, Valencia, 1980
- 1. Preis des Wettbewerbs für Industriedesign, Madrid, 1956
- Großer Preis der X Mailänder Triennale, 1954
- 1. Preis der Hispano-Amerikanischen Biennale, Havanna, Kuba, 1953
- 3. Preis, Nationalausstellung der Schönen Künste, Madrid, 1950

### Einzelausstellungen (Auswahl)
Zu den mit «K» gekennzeichneten Ausstellungen erschien ein Katalog.
- 1952 Sala Mateu, Valencia; Museo de Arte Moderno, Madrid
- 1953 Museo de Arte Contemporáneo, Madrid
- 1962 D’Arcy Galleries, New York
- 1970 Amadeo Gabino: Plastik, Grafik 1965–1970. Städtische Kunstsammlungen, Ludwigshafen, Ausstellung im Bürgermeister-Ludwig-Reichert-Haus, 12. April bis 10. Mai 1970K
- 1973 Museo de Bellas Artes de Bilbao
- 1988 Mönchehaus Museum Goslar
- 1992 Amadeo Gabino: Skulpturen, Collagen, Monotypien. Städtische Kunsthalle Mannheim, 27. Juni bis 30. August 1992K
- 1994 Amadeo Gabino. Museo Juan Barjola, Gijón
- 1998 Amadeo Gabino – Eisenplastiken, Zeichnungen, Druckgraphik. Lentos Kunstmuseum Linz
- 2000 Amadeo Gabino Esculturas 1960–2000. IVAM Institut Valencià d’Art Modern, 15. Juni bis 27. August 2000K[5]

## Werk
Auch wenn Gabino schon gegen 1951 abstrakte Gemälde schuf,
blieben seine Plastiken zunächst figürlich – zum Beispiel weibliche Akte in Bronze.
Zwischen 1958 und 1960, in Hamburg, entstanden erste abstrakte Skulpturen, unter anderem in Eisen.
Von 1961 an entwickelte Gabino dann abstrakte Metallobjekte und seine konstruktivistischen Collagen aus sich überlappenden Metallplättchen – einem Harnisch nicht unähnlich – durch die er international bekannt wurde.
«Die gerundeten Bleche wurden kunstvoll miteinander zu Würfeln, Säulen, Reliefs und Toren vernietet und stehen sinnbildhaft für das technisch-industrielle Zeitalter.»[Brigitte Reutner ]
Seine Arbeiten sind in zahlreichen Museen vertreten, darunter
im Museo Reina Sofía, Madrid,
Museum der Schönen Künste Bilbao,
Andalusisches Zentrum für Gegenwartskunst, Sevilla,
Brooklyn Museum, New York City,
Instituto Venezolano de Investigaciones Científicas, Caracas, Venezuela,
Museo Tamayo Arte Contemporáneo, Chapultepec, Mexiko,
Lentos Kunstmuseum Linz,
oder in der Kunsthalle Mannheim.

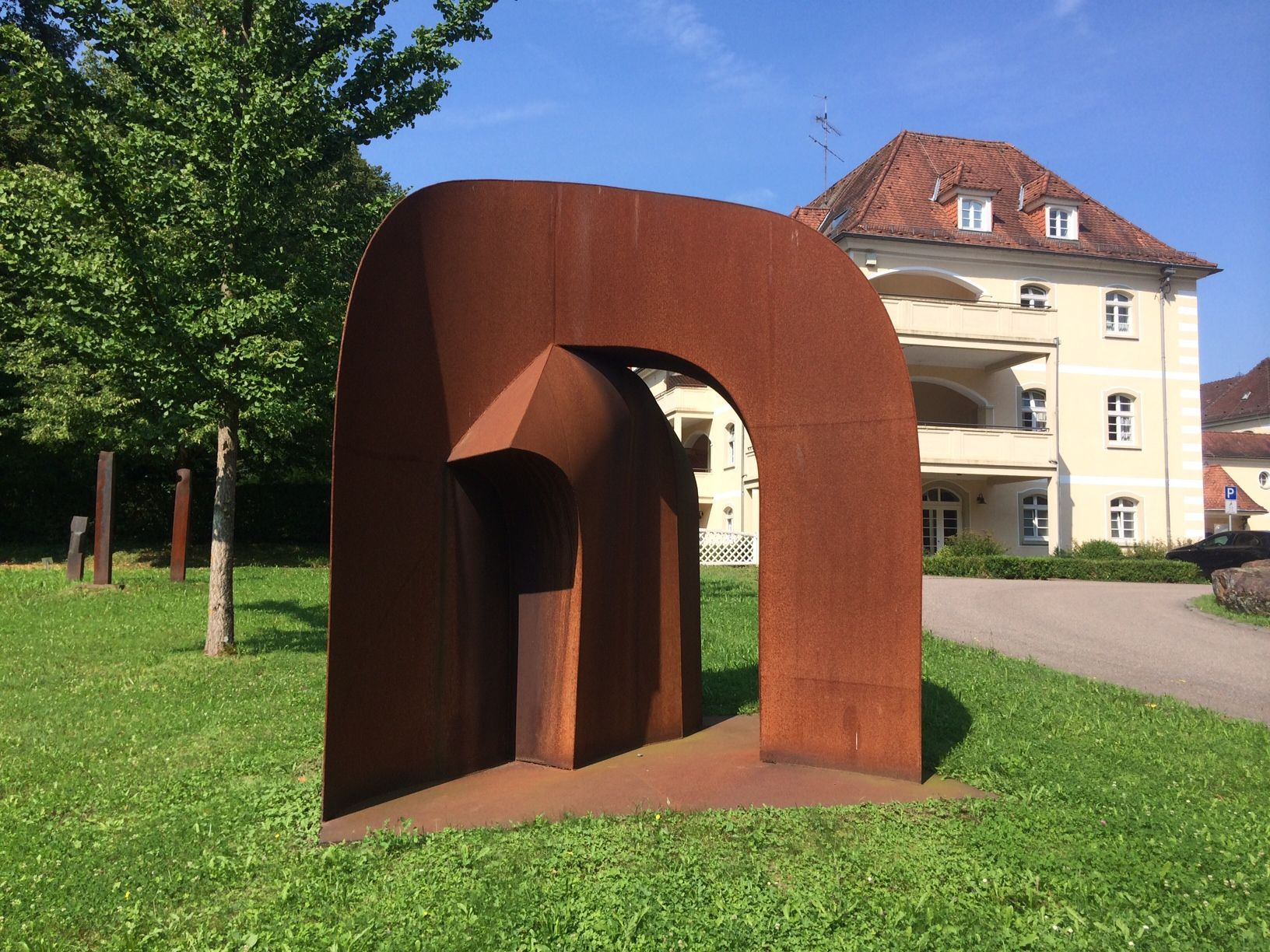
Amadeo Gabino: Hommage á F. Schiller (1992)

Ab etwa 1990 schuf Gabino großformatige Arbeiten aus COR-TEN-Stahl, zahlreiche davon für den öffentlichen Raum. Besonders zu erwähnen sind hier die Monumentalskulpturen Hommage an Anton Bruckner (1998) auf der Donaulände (Linz), Österreich, sowie Hommage an Galileo (1992) in Madrid, Spanien. Ihre Wirkung beziehen sie aus ihrem expressiven Gestus einerseits und Gabinos Interesse für architektonische Raumsituationen andererseits.

### Öffentliche Arbeiten (Auswahl)
- 1949 Bailarina. Museo de Escultura al Aire Libre, Leganés, Spanien
- 1963 Pleamar XXVII. Avenida de la Feria, Las Palmas de Gran Canaria
- 1971 Apollo XV. Museo de Escultura de Leganés
- 1973 Estela de Venus. Museo Arte Público,[8] Madrid
- 1974 Estela espacial. Parque García Sanabria, Santa Cruz de Tenerife
- 1982 Mars und Saturn. Verwaltungsgebäude des Landkreises Goslar, Goslar
- 1987 Argos. Hospitalhof, Schwäbisch Hall
- 1989 Erasmo III. Luisenpark Mannheim
- 1992 Hommage à Friedrich Schiller. Corten-Stahl. Skulpturenpark Heidelberg
- 1992 Homenaje a Galileo Galilei. Corten-Stahl. Skulpturenpark im Park Juan Carlos I, Madrid
- 1993 Windflügel. Seckenheimer Straße, Mannheim
- 1997 Homenaje a Galileo Galilei XV. Parque de la Providencia, Gijón, Spanien
- 1998 Homenaje a Anton Bruckner. Corten-Stahl, 6 m hoch, 18 t schwer. Donaulände (Linz), Österreich[7]
- Homenaje a Galileo Galilei XVII. Alicante, Spanien
- 2000 Agamenon III. COR-TEN-Stahl, 296 × 252 × 90 cm. Skulpturenpark Jardins de Cap Roig,  Calella de Palafrugell, Spanien
- 2002 Sin titulo. COR-TEN-Stahl.  Museum Es Baluard in Palma

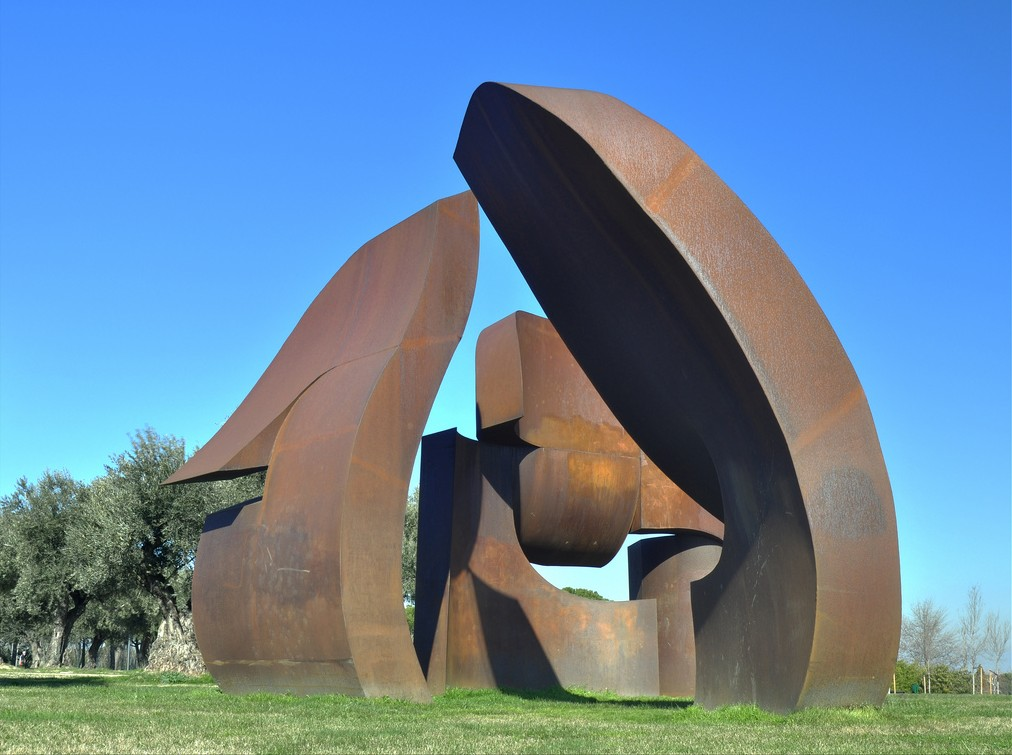
Homenaje a Galileo Galilei (1992). Corten-Stahl. Skulpturenpark im Park Juan Carlos I, Madrid
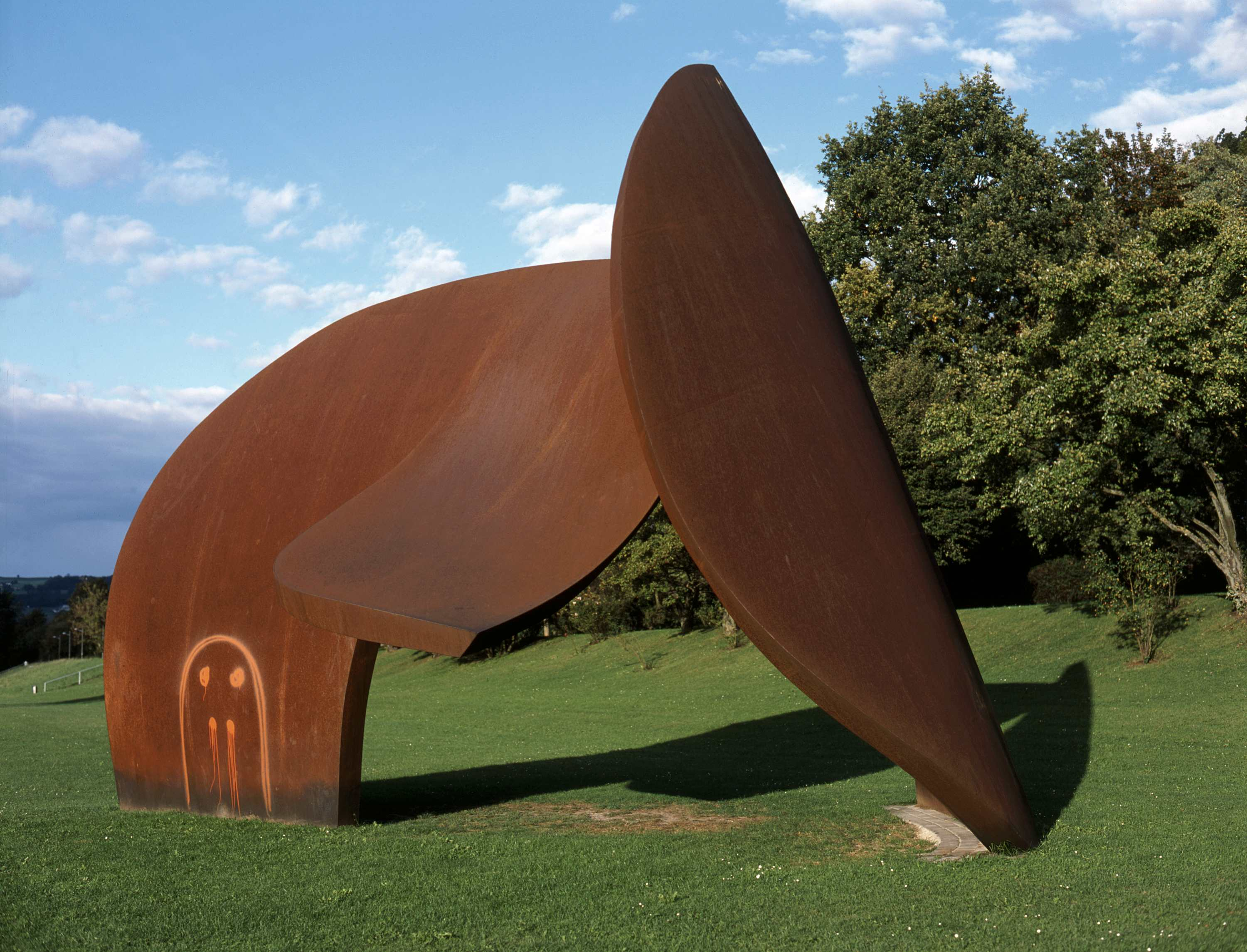
Homenaje a Anton Bruckner (1998). Corten-Stahl, 6 m hoch, 18 t schwer. Donaulände (Linz)
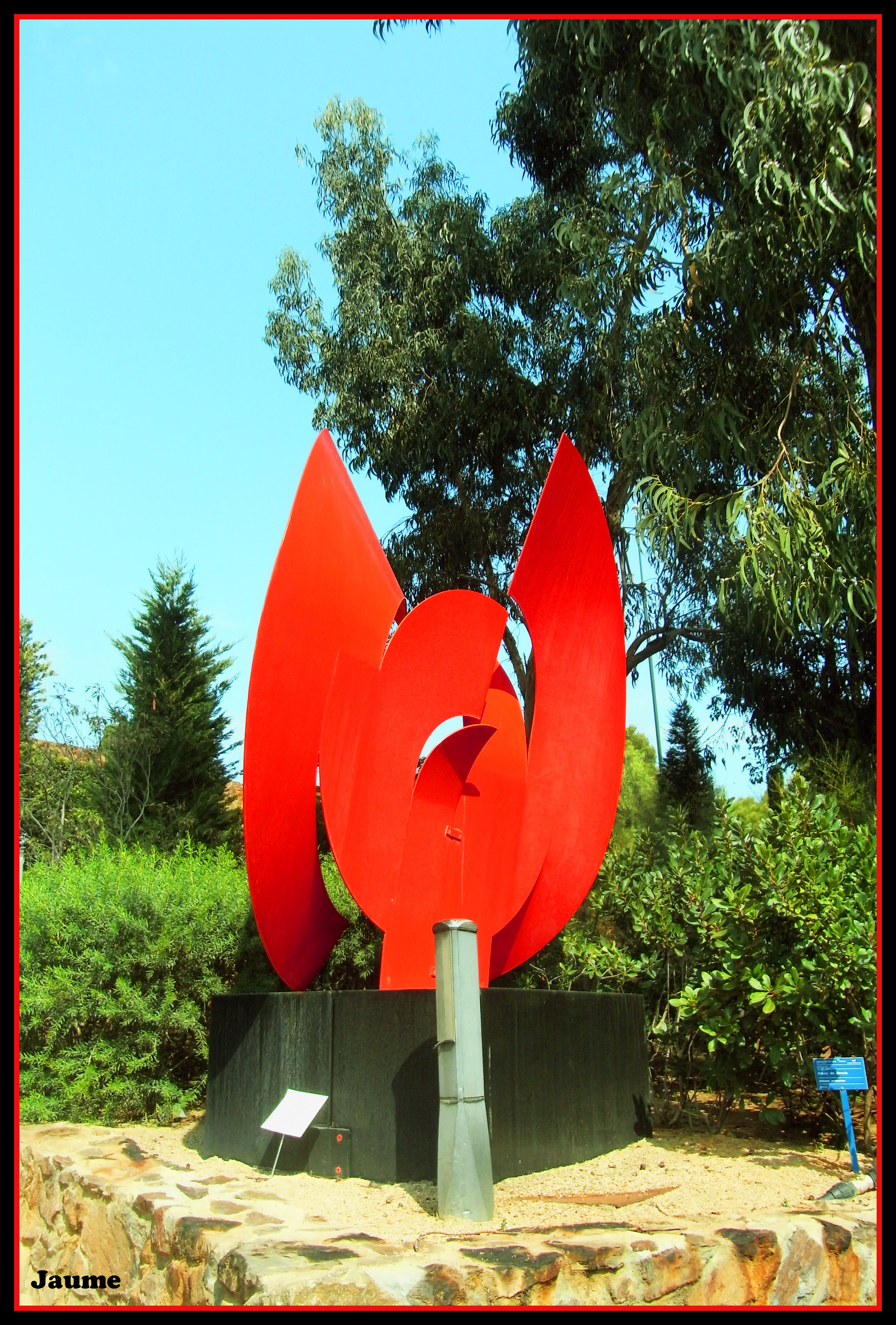
Agamenon III (2000). Corten-Stahl, 296 × 252 × 90 cm. Skulpturenpark Jardins de Cap Roig,  Calella de Palafrugell